# A médium epizódjainak listája
A médium című amerikai televíziós sorozat epizódjainak listája.

## Évados áttekintés
| Évad | Évad | Részek száma | Részek száma | Eredeti sugárzás     | Eredeti sugárzás | Eredeti adó |
| Évad | Évad | Részek száma | Részek száma | Évadbemutató         | Évadzáró         | Eredeti adó |
| ---- | ---- | ------------ | ------------ | -------------------- | ---------------- | ----------- |
|      | 1.   | 16           | 16           | 2005. január 3.      | 2005. május 23.  | NBC         |
|      | 2.   | 22           | 22           | 2005. szeptember 19. | 2006. május 22.  | NBC         |
|      | 3.   | 22           | 22           | 2006. november 15.   | 2007. május 16.  | NBC         |
|      | 4.   | 16           | 16           | 2008. január 7.      | 2008. május 12.  | NBC         |
|      | 5.   | 19           | 19           | 2009. február 2.     | 2009. június 1.  | NBC         |
|      | 6.   | 22           | 22           | 2009. szeptember 25. | 2010. május 21.  | CBS         |
|      | 7.   | 13           | 13           | 2010. szeptember 24. | 2011. január 21. | CBS         |

## Első évad (2005)
| Sor. | Év. | Cím | Rendező            | Író                                 | Premier           | Nézettség    |
| ---- | --- | --- | ------------------ | ----------------------------------- | ----------------- | ------------ |
| 1.   | 1.  | Az első eset (Pilot)                                                                                                 | Glenn Gordon Caron | Glenn Gordon Caron                  | 2005. január 3.   | 16,09 millió |
| 2.   | 2.  | Megérzés és bizonyosság (Suspicions and Certainties)                                                                 | Vincent Misiano    | Glenn Gordon Caron                  | 2005. január 10.  | 16,34 millió |
| 3.   | 3.  | Választási lehetőségek (A Couple of Choices)                                                                         | Jeff Bleckner      | Michael Angeli & Glenn Gordon Caron | 2005. január 17.  | 14,44 millió |
| 4.   | 4.  | A farkas éjszakája (Night of the Wolf)                                                                               | Artie Mandelberg   | René Echevarria                     | 2005. január 24.  | 15,78 millió |
| 5.   | 5.  | Betegségben és házasságtörésben (In Sickness and Adultery)                                                           | Aaron Lipstadt     | Michael Angeli                      | 2005. január 31.  | 15,85 millió |
| 6.   | 6.  | Eljön érted (Coming Soon)                                                                                            | Vincent Misiano    | Moira Kirland                       | 2005. február 7.  | 13,97 millió |
| 7.   | 7.  | Kezdő ugrás (Jump Start)                                                                                             | Artie Mandelberg   | Melinda Hsu                         | 2005. február 14. | 14,52 millió |
| 8.   | 8.  | Mázlis (Lucky) | Peter Werner       | David Folwell                       | 2005. február 21. | 13,77 millió |
| 9.   | 9.  | Szimbólumok (Coded)                                                                                                  | Bill L. Norton     | Moira Kirland                       | 2005. február 28. | 15,28 millió |
| 10.  | 10. | A sínek túloldalán (The Other Side of the Tracks)                                                                    | Eric Laneuville    | Chris Dingess                       | 2005. március 14. | 15,35 millió |
| 11.  | 11. | Gondolatolvasó a nejem (I Married a Mind Reader)                                                                     | Duane Clark        | René Echevarria                     | 2005. március 21. | 11,68 millió |
| 12.  | 12. | Egy pap, egy orvos, és egy médium kivégzésre mennek (A Priest, a Doctor and a Medium Walk into an Execution Chamber) | Bill L. Norton     | Chris Dingess                       | 2005. március 28. | 13,71 millió |
| 13.  | 13. | Megüssem vagy ne üssem? (Being Mrs. O'Leary's Cow)                                                                   | Ronald L. Schwary  | Melinda Hsu                         | 2005. április 25. | 14,43 millió |
| 14.  | 14. | Elhantolva (In the Rough)                                                                                            | Duane Clark        | René Echevarria                     | 2005. május 2.    | 12,74 millió |
| 15.  | 15. | Orvosi műhiba (Penny for Your Thoughts)                                                                              | Aaron Lipstadt     | Moira Kirland                       | 2005. május 9.    | 12,79 millió |
| 16.  | 16. | A Phoenix-i fantom 1. rész (When Push Comes to Shove (Part I))                                                       | Aaron Lipstadt     | Chris Dingess                       | 2005. május 23.   | 11,79 millió |

## Második évad (2005-2006)
| Sor. | Év. | Cím                                                             | Rendező               | Író                                           | Premier              | Nézettség    |
| ---- | --- | --------------------------------------------------------------- | --------------------- | --------------------------------------------- | -------------------- | ------------ |
| 17.  | 1.  | A Phoenix-i fantom 2. rész (When Push Comes to Shove (Part II)) | Aaron Lipstadt        | Glenn Gordon Caron                            | 2005. szeptember 19. | 12,69 millió |
| 18.  | 2.  | Mindig ugyanaz a nóta (The Song Remains the Same)               | Vincent Misiano       | Bruce Miller                                  | 2005. szeptember 26. | 13,24 millió |
| 19.  | 3.  | Időn kívül (Time Out of Mind)                                   | Arliss Howard         | Robert Doherty                                | 2005. október 3.     | 12,89 millió |
| 20.  | 4.  | A rosszalvó (Light Sleeper)                                     | Elodie Keene          | Peter Egan                                    | 2005. október 10.    | 12,68 millió |
| 21.  | 5.  | Álom, édes álom (Sweet Dreams)                                  | Aaron Lipstadt        | Moira Kirland                                 | 2005. október 17.    | 11,94 millió |
| 22.  | 6.  | Konkurenciaharc (Dead Aim)                                      | Richard Pearce        | Melinda Hsu                                   | 2005. október 24.    | 12,76 millió |
| 23.  | 7.  | Bíró, esküdt és hóhér (Judge, Jury & Executioner)               | Peter Werner          | Bruce Miller                                  | 2005. november 7.    | 11,61 millió |
| 24.  | 8.  | Hajszál híján (Too Close to Call)                               | Steven Robman         | René Echevarria                               | 2005. november 14.   | 12,53 millió |
| 25.  | 9.  | Életben (Still Life)                                            | Robert Duncan McNeill | Craig Sweeny                                  | 2005. november 21.   | 13,41 millió |
| 26.  | 10. | Leszámolás (The Reckoning)                                      | Aaron Lipstadt        | Moira Kirland                                 | 2005. november 28.   | 12,23 millió |
| 27.  | 11. | Rendszer az őrültségben (Method to His Madness)                 | Peter Werner          | Robert Doherty                                | 2006. január 2.      | 13,58 millió |
| 28.  | 12. | Orvosi javaslatra (Doctor's Orders)                             | Helen Shaver          | René Echevarria                               | 2006. január 9.      | 11,39 millió |
| 29.  | 13. | Káint melengetve kebelén (Raising Cain)                         | Ed Sherin             | Craig Sweeny                                  | 2006. január 23.     | 11,44 millió |
| 30.  | 14. | Kicserélődött ember (A Changed Man)                             | Lewis H. Gould        | Bruce Miller                                  | 2006. február 6.     | 12,04 millió |
| 31.  | 15. | A tékozló fiú (Sweet Child O' Mine)                             | Perry Lang            | Moira Kirland                                 | 2006. február 27.    | 10,43 millió |
| 32.  | 16. | Allison Csodaországban (Allison Wonderland)                     | Ronald L. Schwary     | Bernadette McNamara & Michael T. Moore        | 2006. március 6.     | 10,67 millió |
| 33.  | 17. | Mázlis szerelem (Lucky in Love)                                 | David Jones           | Robert Doherty                                | 2006. március 13.    | 10,30 millió |
| 34.  | 18. | S.O.S. (S.O.S.)                                                 | Tim Squyres           | Rob Pearlstein                                | 2006. április 17.    | 10,76 millió |
| 35.  | 19. | Mint a rossz pénzt... (Knowing Her)                             | David Paymer          | Glenn Gordon Caron                            | 2006. április 24.    | 9,76 millió  |
| 36.  | 20. | Fény a sötétségben (The Darkness Is Light Enough)               | Aaron Lipstadt        | Ken Kelsch & Nicolas Wauters & Analisa Brouet | 2006. május 1.       | 10,16 millió |
| 37.  | 21. | A halál ára (Death Takes a Policy)                              | Ed Sherin             | Diane Ademu-John                              | 2006. május 8.       | 11,44 millió |
| 38.  | 22. | Kétszer volt, hol nem volt... (Twice Upon a Time)               | Ronald L. Schwary     | René Echevarria                               | 2006. május 22.      | 10,04 millió |

## Harmadik évad (2006-2007)
| Sor. | Év. | Cím                                                   | Rendező              | Író                                                     | Premier            | Nézettség   |
| ---- | --- | ----------------------------------------------------- | -------------------- | ------------------------------------------------------- | ------------------ | ----------- |
| 39.  | 1.  | Négy álom 1. rész (Four Dreams (Part I))              | Aaron Lipstadt       | Glenn Gordon Caron & Javier Grillo-Marxuach             | 2006. november 15. | 9,44 millió |
| 40.  | 2.  | Négy álom 2. rész (Four Dreams (Part II))             | Aaron Lipstadt       | Glenn Gordon Caron & Javier Grillo-Marxuach             | 2006. november 15. | 9,44 millió |
| 41.  | 3.  | Ok és okozat (Be Kind, Rewind)                        | Aaron Lipstadt       | Ken Schefler                                            | 2006. november 22. | 7,45 millió |
| 42.  | 4.  | Vérrokonok (Blood Relations)                          | Oz Scott             | Robert Doherty                                          | 2006. november 29. | 8,01 millió |
| 43.  | 5.  | Szellemkép (Ghost in the Machine)                     | Andy Wolk            | Moira Kirland                                           | 2006. december 6.  | 8,58 millió |
| 44.  | 6.  | A terror arcai (Profiles in Terror)                   | Peter Werner         | Craig Sweeny                                            | 2006. december 13. | 9,96 millió |
| 45.  | 7.  | Anyu csendestársa (Mother's Little Helper)            | Vincent Misiano      | Moira Kirland                                           | 2007. január 3.    | 9,33 millió |
| 46.  | 8.  | A teljes igazság (The Whole Truth)                    | Leslie Libman        | Diane Ademu-John                                        | 2007. január 17.   | 8,95 millió |
| 47.  | 9.  | Jobb holtan (Better Off Dead)                         | Janice Cooke-Leonard | Robert Doherty                                          | 2007. január 24.   | 8,72 millió |
| 48.  | 10. | Maggie baba kalandjai (Very Merry Maggie)             | Arliss Howard        | Craig Sweeny                                            | 2007. január 31.   | 9,90 millió |
| 49.  | 11. | Push, az álmodó (Apocalypse, Push)                    | Aaron Lipstadt       | Javier Grillo-Marxuach                                  | 2007. február 7.   | 8,15 millió |
| 50.  | 12. | Teljes meghasonulás (The One Behind the Wheel)        | Leon Ichaso          | Diane Ademu-John                                        | 2007. február 14.  | 8,62 millió |
| 51.  | 13. | A lányomat soha (Second Opinion)                      | David Lerner         | Sterling Anderson                                       | 2007. február 21.  | 7,84 millió |
| 52.  | 14. | Bosszú (We Had a Dream)                               | Arlene Sanford       | Javier Grillo-Marxuach                                  | 2007. február 28.  | 7,63 millió |
| 53.  | 15. | A szomszéd fiú (The Boy Next Door)                    | Aaron Lipstadt       | Moira Kirland                                           | 2007. március 7.   | 8,66 millió |
| 54.  | 16. | A megszállott (Whatever Possessed You)                | Miguel Sandoval      | Robert Doherty                                          | 2007. március 28.  | 7,66 millió |
| 55.  | 17. | Nem Joe napja (Joe Day Afternoon)                     | Aaron Lipstadt       | Ken Schefler                                            | 2007. április 4.   | 8,42 millió |
| 56.  | 18. | Médium forródróton (1-900-Lucky)                      | David Arquette       | Javier Grillo-Marxuach & Robert Doherty                 | 2007. április 11.  | 7,71 millió |
| 57.  | 19. | Vigyázó szemek (No One to Watch over Me)              | Vincent Misiano      | Travis Donnelly & Corey Reed                            | 2007. április 25.  | 7,16 millió |
| 58.  | 20. | Játszmák a fejben (Head Games)                        | Joanna Kerns         | Javier Grillo-Marxuach & Robert Doherty & Moira Kirland | 2007. május 2.     | 7,70 millió |
| 59.  | 21. | Fejek fognak hullani (Heads Will Roll)                | Aaron Lipstadt       | Diane Ademu-John                                        | 2007. május 9.     | 7,91 millió |
| 60.  | 22. | Minden a fejekben dől el (Everything Comes to a Head) | Ronald L. Schwary    | Ken Schefler                                            | 2007. május 16.    | 7,75 millió |

## Negyedik évad (2008)
| Sor. | Év. | Cím                                                          | Rendező         | Író                                      | Premier           | Nézettség    |
| ---- | --- | ------------------------------------------------------------ | --------------- | ---------------------------------------- | ----------------- | ------------ |
| 61.  | 1.  | És aztán... (And Then)                                       | Aaron Lipstadt  | Glenn Gordon Caron                       | 2008. január 7.   | 9,60 millió  |
| 62.  | 2.  | Az Isten szerelmére (But for the Grace of God)               | Peter Markle    | René Echevarria                          | 2008. január 14.  | 9,51 millió  |
| 63.  | 3.  | Megszerezni és megtartani (To Have and to Hold)              | Aaron Lipstadt  | Robert Doherty                           | 2008. január 21.  | 10,02 millió |
| 64.  | 4.  | Hallod, amit én? (Do You Hear What I Hear?)                  | David Arquette  | Corey Reed & Travis Donnelly             | 2008. február 18. | 8,45 millió  |
| 65.  | 5.  | A lányokkal csak a baj van (Girls Ain't Nothing but Trouble) | Vincent Misiano | Moira Kirland                            | 2008. február 25. | 7,61 millió  |
| 66.  | 6.  | Utóíz (Aftertaste)                                           | Miguel Sandoval | Craig Sweeny                             | 2008. március 3.  | 9,08 millió  |
| 67.  | 7.  | Lángolj 1. rész (Burn, Baby, Burn (Part I))                  | Leon Ichaso     | Javier Grillo-Marxuach                   | 2008. március 10. | 9,34 millió  |
| 68.  | 8.  | Lángolj 2. rész (Burn, Baby, Burn (Part II))                 | Vincent Misiano | René Echevarria & Javier Grillo-Marxuach | 2008. március 17. | 10,07 millió |
| 69.  | 9.  | Gonosz játék 1. rész (Wicked Game (Part I))                  | Peter Werner    | Diane Ademu-John                         | 2008. március 24. | 8,91 millió  |
| 70.  | 10. | Gonosz játék 2. rész (Wicked Game (Part II))                 | Arlene Sanford  | Robert Doherty                           | 2008. március 31. | 9,65 millió  |
| 71.  | 11. | Az asszonyok gyilkosa (Lady Killer)                          | Peter Werner    | Davah Feliz Avena                        | 2008. április 7.  | 10,86 millió |
| 72.  | 12. | Társak a bűnben (Partners in Crime)                          | Vincent Misiano | Robert Doherty & Craig Sweeny            | 2008. április 14. | 9,76 millió  |
| 73.  | 13. | Gyógyír a fájdalmadra (A Cure for What Ails You)             | Arlene Sanford  | Corey Reed & Travis Donnelly             | 2008. április 21. | 9,79 millió  |
| 74.  | 14. | Autóbajok (Car Trouble)                                      | Peter Werner    | René Echevarria & Ralph Glenn Howard     | 2008. április 28. | 9,68 millió  |
| 75.  | 15. | Ha az ember Joey Carmichael (Being Joey Carmichael)          | Arlene Sanford  | Robert Doherty & Craig Sweeny            | 2008. május 5.    | 9,57 millió  |
| 76.  | 16. | Az eltemetett világ (Drowned World)                          | Aaron Lipstadt  | Moira Kirland                            | 2008. május 12.   | 8,73 millió  |

## Ötödik évad (2009)
| Sor. | Év. | Cím                                                                                    | Rendező                         | Író                             | Premier           | Nézettség   |
| ---- | --- | -------------------------------------------------------------------------------------- | ------------------------------- | ------------------------------- | ----------------- | ----------- |
| 77.  | 1.  | Túlélő lélek (Soul Survivor)                                                           | Aaron Lipstadt                  | Craig Sweeny & Robert Doherty   | 2009. február 2.  | 8,56 millió |
| 78.  | 2.  | Mit érdemes csinálni halottként Phoenix-ben (Things to Do in Phoenix When You're Dead) | Aaron Lipstadt                  | Diane Ademu-John                | 2009. február 9.  | 7,89 millió |
| 79.  | 3.  | A gyanúsított (A Person of Interest)                                                   | Patricia Arquette               | Robert Doherty & Craig Sweeny   | 2009. február 16. | 8,97 millió |
| 80.  | 4.  | Ami a múlt éjszakát illeti... (About Last Night)                                       | Aaron Lipstadt                  | Ken Schefler                    | 2009. február 23. | 8,43 millió |
| 81.  | 5.  | A saját méreg íze (A Taste of Her Own Medicine)                                        | Ronald L. Schwary               | Moira Kirland                   | 2009. március 2.  | 7,26 millió |
| 82.  | 6.  | Apokalipszis... Most? (Apocalypse, Now?)                                               | Larry Teng                      | Michael Narducci                | 2009. március 9.  | 7,13 millió |
| 83.  | 7.  | A szükséges rossz (A Necessary Evil)                                                   | Vincent Misiano                 | Matt Witten                     | 2009. március 23. | 6,64 millió |
| 84.  | 8.  | Az igazat megvallva (Truth Be Told)                                                    | Ernest Dickerson                | Travis Donnelly & Corey Reed    | 2009. március 30. | 7,27 millió |
| 85.  | 9.  | Családban marad (All in the Family)                                                    | Peter Werner                    | Diane Ademu-John & Gary Tieche  | 2009. április 6.  | 7,17 millió |
| 86.  | 10. | Akkor és most (Then and Again)                                                         | Larry Teng                      | Travis Donnelly & Corey Reed    | 2009. április 13. | 7,65 millió |
| 87.  | 11. | A belső ördög 1. rész (The Devil Inside (Part I))                                      | Peter Werner                    | Diane Ademu-John                | 2009. április 20. | 7,34 millió |
| 88.  | 12. | A belső ördög 2. rész (The Devil Inside (Part II))                                     | Peter Werner                    | Michael Narducci                | 2009. április 27. | 6,71 millió |
| 89.  | 13. | Hogyan ölnek a nagyok 1. rész (How to Make a Killing in Big Business (Part I))         | Arlene Sanford & Robert Doherty | Michael Narducci & Craig Sweeny | 2009. május 4.    | 7,24 millió |
| 90.  | 14. | Hogyan ölnek a nagyok 2. rész (How to Make a Killing in Big Business (Part II))        | Arlene Sanford & Robert Doherty | Michael Narducci & Craig Sweeny | 2009. május 4.    | 7,24 millió |
| 91.  | 15. | Hogyan ölnek a nagyok 3. rész (How to Make a Killing in Big Business (Part III))       | Miguel Sandoval                 | Davah Avena                     | 2009. május 11.   | 6,40 millió |
| 92.  | 16. | A férfi a tükörben (The Man in the Mirror)                                             | Aaron Lipstadt                  | Travis Donnelly & Corey Reed    | 2009. május 11.   | 7,30 millió |
| 93.  | 17. | Az első harapás a legmélyebb (The First Bite Is the Deepest)                           | Patricia Arquette               | Diane Ademu-John                | 2009. május 18.   | 6,56 millió |
| 94.  | 18. | A tehetséges Ms. Boddicker (The Talented Ms. Boddicker)                                | Aaron Lipstadt                  | Michael Narducci                | 2009. május 25.   | 7,86 millió |
| 95.  | 19. | Hozd el nekem Oswaldo Castillo fejét! (Bring Me the Head of Oswaldo Castillo)          | Arlene Sanford                  | Robert Doherty & Craig Sweeny   | 2009. június 1.   | 7,41 millió |

## Hatodik évad (2009-2010)
| Sor. | Év. | Cím                                                                            | Rendező         | Író                                       | Premier              | Nézettség   |
| ---- | --- | ------------------------------------------------------------------------------ | --------------- | ----------------------------------------- | -------------------- | ----------- |
| 96.  | 1.  | Már megint Deja Vu (Déjà Vu All Over Again)                                    | Aaron Lipstadt  | Craig Sweeny & Robert Doherty             | 2009. szeptember 25. | 8,87 millió |
| 97.  | 2.  | Ki ez a lány? (Who's That Girl?)                                               | Larry Teng      | Corey Reed & Travis Donnelly              | 2009. október 2.     | 7,84 millió |
| 98.  | 3.  | Fájdalomcsillapítás (Pain Killer)                                              | Tate Donovan    | Craig Sweeny & Robert Doherty             | 2009. október 9.     | 8,29 millió |
| 99.  | 4.  | A médium az üzenet (The Medium Is the Message)                                 | Larry Teng      | Michael Narducci & Robert Doherty         | 2009. október 16.    | 8,10 millió |
| 100. | 5.  | Babaláz (Baby Fever)                                                           | Vincent Misiano | Jordan Rosenberg                          | 2009. október 23.    | 8,48 millió |
| 101. | 6.  | Harapj belém (Bite Me)                                                         | Aaron Lipstadt  | Robert Doherty & Craig Sweeny             | 2009. október 30.    | 7,82 millió |
| 102. | 7.  | Új terep (New Terrain)                                                         | Arlene Sanford  | Steve Lichtman                            | 2009. november 6.    | 7,74 millió |
| 103. | 8.  | Egyszer az életben (Once in a Lifetime)                                        | David Arquette  | Heather Mitchell                          | 2009. november 13.   | 8,16 millió |
| 104. | 9.  | Fényes jövő (The Future's So Bright)                                           | Peter Werner    | Craig Sweeny & Robert Doherty             | 2009. november 20.   | 7,80 millió |
| 105. | 10. | Lázba hozol (You Give Me Fever)                                                | Aaron Lipstadt  | Jordan Rosenberg                          | 2009. december 4.    | 6,96 millió |
| 106. | 11. | Örök szerelem (An Everlasting Love)                                            | Peter Werner    | Corey Reed & Travis Donnelly              | 2010. január 8.      | 8,87 millió |
| 107. | 12. | Drága apa... (Dear Dad)                                                        | Aaron Lipstadt  | Geoff Geib                                | 2010. január 15.     | 8,96 millió |
| 108. | 13. | Psziché (Psych)                                                                | Vincent Misiano | Diane Ademu-John & Robert Doherty         | 2010. január 29.     | 8,02 millió |
| 109. | 14. | Az igazi Fred Rovick jelentkezzen (Will the Real Fred Rovick Please Stand Up?) | Larry Reibman   | Craig Sweeny & Robert Doherty             | 2010. február 5.     | 9,10 millió |
| 110. | 15. | Hogyan győzzünk le egy rosszfiút (How to Beat a Bad Guy)                       | Larry Teng      | Michael Narducci                          | 2010. március 5.     | 7,91 millió |
| 111. | 16. | Allison Rolen férjhez megy (Allison Rolen Got Married)                         | David Paymer    | Heather Mitchell                          | 2010. március 12.    | 7,62 millió |
| 112. | 17. | Vér fog fojni...A (There Will Be Blood: Type A. (Part I))                      | Arlene Sanford  | Jordan Rosenberg                          | 2010. április 2.     | 6,20 millió |
| 113. | 18. | Vér fog fojni...B (There Will Be Blood: Type B. (Part II))                     | Peter Werner    | Steve Lichtman                            | 2010. április 9.     | 7,54 millió |
| 114. | 19. | Sal (Sal)                                                                      | Craig Sweeny    | Craig Sweeny & Doug Magnuson              | 2010. április 30.    | 6,28 millió |
| 115. | 20. | Rohan az idő (Time Keeps on Slipping)                                          | Miguel Sandoval | Heather Mitchell & Robert Doherty         | 2010. május 7.       | 7,12 millió |
| 116. | 21. | Döglött hús (Dead Meat)                                                        | Arlene Sanford  | Michael Narducci & Robert Doherty         | 2010. május 14.      | 6,22 millió |
| 117. | 22. | Csodálatos halál (It's a Wonderful Death)                                      | Aaron Lipstadt  | Craig Sweeny & Shaun Kasser & Samir Mehta | 2010. május 21.      | 6,82 millió |

## Hetedik évad (2010-2011)
| Sor. | Év. | Cím                                                        | Rendező         | Író                                                   | Premier              | Nézettség   |
| ---- | --- | ---------------------------------------------------------- | --------------- | ----------------------------------------------------- | -------------------- | ----------- |
| 118. | 1.  | Anyu iskolába megy (Bring Your Daughter to Work Day)       | Aaron Lipstadt  | Michael Narducci                                      | 2010. szeptember 24. | 6,10 millió |
| 119. | 2.  | Párválasztó (The Match Game)                               | Larry Teng      | Denise Thé                                            | 2010. október 1.     | 5,95 millió |
| 120. | 3.  | Eszközök és célok (Means and Ends)                         | Aaron Lipstadt  | Tim Talbott                                           | 2010. október 8.     | 6,08 millió |
| 121. | 4.  | Hogyan győzzünk le egy jófiút (How to Kill a Good Guy)     | Harry Teng      | Geoffrey Geib                                         | 2010. október 15.    | 5,93 millió |
| 122. | 5.  | Kézenfekvő (Talk to the Hand)                              | Colin Bucksey   | Robert Doherty & Craig Sweeny                         | 2010. október 22.    | 6,54 millió |
| 123. | 6.  | Hol voltál, amikor...? (Where Were You When?)              | Peter Werner    | Jordan Rosenberg                                      | 2010. október 29.    | 6,83 millió |
| 124. | 7.  | Anyanyelv (Native Tongue)                                  | Aaron Lipstadt  | Arika Lisanne Mittman                                 | 2010. november 5.    | 6,97 millió |
| 125. | 8.  | Füstkár (Smoke Damage)                                     | Vincent Misiano | Corey Reed & Travis Donnelly                          | 2010. november 12.   | 6,88 millió |
| 126. | 9.  | Emberek és más ragadozók (The People in Your Neighborhood) | Peter Werner    | Arika Lisanne Mittman & Jordan Rosenberg & Denise Thé | 2010. november 19.   | 7,31 millió |
| 127. | 10. | Vér a sínen (Blood on the Tracks)                          | Aaron Lipstadt  | Geoff Geib                                            | 2010. december 3.    | 6,65 millió |
| 128. | 11. | Csak félig Mázlis (Only Half Lucky)                        | Larry Reibman   | Corey Reed & Travis Donnelly                          | 2011. január 7.      | 6,90 millió |
| 129. | 12. | Nehéz szülés (Labor Pains)                                 | Miguel Sandoval | Tim Talbott                                           | 2011. január 14.     | 6,61 millió |
| 130. | 13. | Az élet nélküled (Me Without You)                          | Peter Werner    | Craig Sweeny & Robert Doherty & Glenn Gordon Caron    | 2011. január 21.     | 7,87 millió |